# Günter Christmann
Günter Christmann (* 29. November 1942 in Schrimm) ist ein deutscher Free Jazz-Posaunist, Bassist, Cellist sowie Komponist und Multimedia-Dramaturg.

## Leben und Wirken
Christmann spielte seit Ende der 1960er Jahre in der internationalen Free-Jazz-Szene, war als Posaunist u. a. Mitglied der Ensembles von Rüdiger Carl und Peter Kowald, arbeitete längere Zeit im Duo mit dem Schlagzeuger Detlef Schönenberg und von 1973 bis 1986 im Globe Unity Orchestra. In den frühen 1970er Jahren entstanden erste Aufnahmen für das Freejazzlabel FMP. Später spielte er auch mit Maarten Altena und Michel Waisvisz. 1979 gründete er das bis heute bestehende Projekt Vario, ein Improvisationsensemble in wechselnden Besetzungen, u. a. mit Phil Minton, Maggie Nicols, Sven-Åke Johansson, Christian Munthe, Thomas Lehn, Alexander Frangenheim, Axel Dörner. Von 1987 bis 1994 war er Mitglied in Wolfgang Fuchs’ King Übü Orchestra. Unter dem Namen Carte Blanche trat er mit Bassist Torsten Müller auf.
Christmann betätigt sich auch als Dramaturg auf dem Gebiet des Musiktheaters, besonders des Tanztheaters (u. a. mit Pina Bausch und Elisabeth Clark), mit multimedialen Darstellungsformen sowie mit experimentellen Musikfilmen.

## Diskographie (Auswahl)

### Aufnahmen als Leader/Co-Leader
- Off (Moers Music, 1976–1978), verschiedene Besetzungen
- Solo (Ring Records, 1976), Solomusiken für Posaune und Kontrabass
- Honsinger/Christmann Duo (Moers Music, 1978) mit Tristan Honsinger
- Vario II (Moers Music, 1980) mit Paul Lovens, Maggie Nichols, John Russell, Maarten Altena
- One To (Two) (Okkadisc, 1997), mit Mats Gustafsson
- Alla Prima (Concepts of Doing, 1997) mit Alexander Frangenheim
- Here Now (Concepts of Doing, 1998) mit Evan Parker
- Vario 34-2 – * Water Writes Always in * Plural (Concepts of Doing, 1998) mit Alexander Frangenheim, Mats Gustafsson, Thomas Lehn, Paul Lovens, Christian Munthe
- Mal d'Archive (Concepts of Doing, 2001) mit Serge Baghdassarians, Boris Baltschun
- (For) Friends and Neighbo(u)rs (Concepts of Doing, 2002) mit Phil Minton
- Niklas Fite & Günter Christmann: Insisting (Corbett vs. Dempsey, 2024)

### Aufnahmen mit dem Globe Unity Orchestra
- Improvisations (Japo, 1977)
- Compositions (Japo, 1979)
- Intergalactic Blow (Japo, 1982)
- 20th Anniversary (FMP, 1986)